# Georg Oltmanns
Georg Oltmanns (* 16. Januar 1915 in Bremerhaven; † unbekannt) war ein deutscher Lehrer sowie Politiker (DP, FDP) und für Bremerhaven Mitglied der Bremischen Bürgerschaft. 

## Biografie
Oltmanns war als Handelsschullehrer und Studiendirektor in Bremerhaven tätig.
Er wurde Mitglied der DP und trat im Mai 1961 aus, als die Fusion mit dem BHE zur GDP erfolgte. Er wurde im Oktober 1961 Mitglied der FDP. 1972 wurde er zum Vorsitzenden des FDP-Kreisverbandes Bremerhaven gewählt, als Nachfolger von J. Heinrich Kramer. 
Oltmanns war von 1959 bis 1963 sowie 1967 bis 1971 Mitglied der 5. und 7. Bremischen Bürgerschaft und dort Mitglied verschiedener Deputationen u. a. für Berufs- und Fachschulen. Bei der Bürgerschaftswahl 1971 konnte er trotz Listenplatz 2 bei der FDP nicht erneut ein Mandat erringen.